# Sunjo
Sunjo (né le 29 juillet 1790 et mort le 13 décembre 1834) est le vingt-troisième roi de la Corée en période Joseon.
Il a régné du 23 juin 1800 jusqu'à sa mort.